# Ławy (Ukraina)
Ławy (ukr. Лави) – wieś na Ukrainie, w obwodzie czernihowskim, w rejonie koriukowskim, w hromadzie Sośnica. W 2017 liczyła 604 mieszkańców.